# Sjöfn
Sjöfn is in de Noordse mythologie de zevende Asin. Zij zorgt er vooral voor dat de gedachten van de mensen, mannen zowel als vrouwen, op de liefde worden gericht.
Een minnaar heet daarom ‘sjafni’.
Sjöfn is ook de titel van een CD van de Finse folkgroep Gjallarhorn